# Rattus praetor
Rattus praetor é uma espécie de roedor da família Muridae.
Pode ser encontrada nos seguintes países: Indonésia, Papua-Nova Guiné e Ilhas Salomão.